# 司馬遐
司馬 遐（しば か、泰始9年（273年）- 永康元年6月13日（300年7月15日））は、西晋の皇族。字は深度。武帝司馬炎の第13子。生母は陳美人（美人は後宮の位号）。

## 経歴
容姿や振る舞いが美しく、精彩があったので、司馬炎に寵愛された。
咸寧3年（277年）、清河王に封じられ、叔父の城陽哀王司馬兆の後を継いだ。
太康10年（289年）、勃海郡を封邑とし、右将軍・散騎常侍・前将軍を歴任した。
元康元年（291年）、撫軍将軍に昇進し、侍中を加えられた。司馬遐は気弱で決断力も無く、内向的な性格のために士大夫とうまく接することができなかったという。
同年6月、恵帝（司馬衷）の皇后賈南風は国政を掌握していた汝南王司馬亮と録尚書事衛瓘を排斥するため、楚王司馬瑋に密詔を与えて彼らの捕縛を命じた。司馬瑋は自ら統括している北軍を動かして挙兵すると、司馬遐に衛瓘の逮捕を命じた。これを受け、司馬遐は衛瓘邸を包囲すると、衛瓘はこれと争わずに逮捕を受け入れた。司馬遐配下の帳下督栄晦はかつて罪を侵して衛瓘に罰せられた事があり、栄晦は私怨を晴らすために衛瓘とその子の衛恒・衛嶽・衛裔と孫等9人を殺害した。司馬遐はこれを制止することが出来なかったので、当時非難の的となった。
永康元年（300年）6月、死去。享年は28であった。康と諡された。子の司馬覃は後に皇太子に立てられた。

## 子女
- 司馬覃（後嗣、清河王、皇太子）
- 司馬籥（新蔡王、清河王）
- 司馬詮（上庸王、豫章王、懐帝の皇太子、洛陽が陥落すると劉聡に捕らえられ、殺害された）
- 司馬端（広川王、豫章王、仮節・散騎常侍・平南将軍・都督江州諸軍事、洛陽陥落後に苟晞によって皇太子に擁立されたが、石勒に捕らえられた）